# Club Bowie
Club Bowie è un album di raccolta del cantautore britannico David Bowie, pubblicato nel 2003.

## Tracce
1. Loving the Alien (The Scumfrog vs. David Bowie) – 8:21
2. Let's Dance (Trifactor vs. Deeper Substance remix) – 11:02
3. Just for One Day ("Heroes") (David Guetta vs. Bowie) – 6:37
4. This Is Not America (The Scumfrog vs. David Bowie) – 9:12
5. Shout (Fashion) (Solaris vs. Bowie) – 8:02
6. China Girl (Riff & Vox Club mix) – 7:08
7. Magic Dance (Danny S Magic Party remix) – 7:39
8. Let's Dance(Club Bolly extended mix) – 7:56
9. Let's Dance (Club Bolly mix) (Video) – 3:52